# Bochov
Bochov är en stad i Tjeckien.   Den ligger i regionen Karlovy Vary, i den västra delen av landet, 100 km väster om huvudstaden Prag. Bochov ligger 676 meter över havet och antalet invånare är 1 973.
Terrängen runt Bochov är platt åt sydväst, men åt nordost är den kuperad. Terrängen runt Bochov sluttar söderut.Runt Bochov är det glesbefolkat, med 16 invånare per kvadratkilometer. Närmaste större samhälle är Karlovy Vary, 15,9 km nordväst om Bochov. I omgivningarna runt Bochov växer i huvudsak blandskog.